# Rychowo
Rychowo (do 1945 r. niem. Groß Reichow) – wieś sołecka w Polsce położona w województwie zachodniopomorskim, w powiecie białogardzkim, w gminie Białogard. W latach 1975–1998 wieś należała do województwa koszalińskiego. W roku 2007 wieś liczyła 195 mieszkańców.

## Geografia
Wieś leży ok. 13 km na południowy zachód od Białogardu, między Sławoborzem a miejscowością Stanomino, przy trasie byłej linii wąskotorowej Białogard – Lepino.

## Historia
Rychowo to stare lenno rodziny von Podewils, do której należało do poł. XIX wieku z krótką przerwą w XVIII wieku, kiedy znalazła się w posiadaniu rodziny von Manteuffel, później rodziny Wendland. W 1884 r. majątek był własnością Marii von Holtzendorf. Do niej należał również w tym czasie inny majątek rodziny von Podewils – Podwilcze. Rychowo pozostało w rękach Holtzendorfów do końca II wojny światowej.

## Zabytki i ciekawe miejsca
Pałac z końca XIX wieku, w stylu eklektycznym, z elementami neorenesansowymi. Założony na planie prostokąta, z ryzalitem od frontu i dwoma pięciobocznymi wieżyczkami przy tylnej ścianie. Do szczytu budynku od strony południowo-zachodniej przylega murowana weranda, poprzedzona schodami. Pałac jest zwrócony fasadą na północny zachód. Jest to budynek dwukondygnacyjny z częściowo mieszkalnym poddaszem. Przykryty dwuspadowym dachem. Elewacja frontowa 11-osiowa. Otwory prostokątne zamknięte łukiem pełnym, pow. użytkowa 800 m². Cokół budynku oddzielony profilowanym gzymsem. Elewacja z wyjątkiem ryzalitu boniowana, rozczłonkowana poziomo profilowanymi gzymsami parapetowymi. W ryzalicie frontowym otwory przyziemia i piętra ujęte w potrójne arkady o gładkich pilastrach. Ściany poniżej okna i wnęk przyziemia w ryzalicie rozczłonkowano kwadratowymi płycinami. Wieżyczki elewacji ogrodowej bogato zdobione.Część pomieszczeń we wschodniej części traktu frontowego zdobiona stiukowymi rozetami. Na południowy zachód od pałacu rozciąga się park.
Park o pow. 8,32 ha, założony w drugiej połowie XIX wieku, z ciekawym drzewostanem: platan klonolistny o obw. 368 cm, dwie jodły kaukaskie, jodła pospolita, daglezja zielona, sosna wejmutka oraz dąb szypułkowy o obw. 300 cm.
Nieczynny ewangelicki cmentarz o pow. 0,08 ha łączący się w całość z parkiem, Na cmentarzu rośnie dąb o obw. 300 cm, w runie natomiast bluszcz i konwalia majowa.

## Gospodarka
We wsi funkcjonują wodociąg grupowy zaopatrujący wieś wraz z Podwilczem, zbiorczy system odprowadzania ścieków oraz kotłownia węglowa.

## Transport
W miejscowości znajduje się przystanek komunikacji autobusowej.

## Turystyka
Przez miejscowość prowadzą dwa lokalne szlaki turystyczne:
- Szlak torami byłej kolejki wąskotorowej – rowerowo – pieszy, nieoznakowany
- Szlak krajobrazy i parki Gminy Białogard – rowerowy.